# Tadten
Tadten è un comune austriaco di 1 207 abitanti nel distretto di Neusiedl am See, in Burgenland.